# ジェム・アキン
ジェム・アクン（Cem Akın, 1970年 - ）は、ドイツで活動する俳優。トルコ系ドイツ人。俳優業は副業であり、本業は在ハンブルク領事館の職員。映画監督のファティ・アキンの実兄であり、弟の監督作の多くに出演している。

## 名前
トルコ語の読み方に従えば、ファーストネームは「ジェム」、ファミリーネームは「アクン」となる。ただし活動の拠点であるドイツにおいては、「ジェム・アキン」との呼称が一般的になっている。

## 主な出演作品
- Kurz und schmerzlos　(1998)
- 太陽に恋して Im Juli. (2000)
- Solino　(2002)
- 愛より強く Gegen die Wand (2004)
- そして、私たちは愛に帰る Auf der anderen Seite (2007)
- ソウル・キッチン Soul Kitchen(2009)